# Sismo de Kobe
O Sismo de Kobe de 1995 ou Grande Sismo de Hanshin-Awaji (阪神・淡路大震災, Hanshin-Awaji Daishinsai) como ficou conhecido localmente, foi um sismo ocorrido terça-feira, 17 de janeiro de 1995 às 05h46 JST (ou 16 de janeiro às 20h46 UTC) no sul da Prefeitura de Hyōgo, no Japão. Atingiu a magnitude 6,9 na escala de magnitude de momento (USGS), Mj7,3 (revista, inicialmente 7,2) na escala de intensidade sísmica da Agência Meteorológica do Japão. O tremor durou cerca de 20 segundos. O hipocentro localizou-se 16 km abaixo do seu epicentro, na extremidade norte da ilha Awaji, a 20 km da cidade de Kobe. 
Aproximadamente 6 434 pessoas perderam a vida (estimativas finais de 22 de dezembro de 2005); cerca de 4 600 eram habitantes de Kobe. Dentre as maiores cidades do Japão, Kobe, com os seus 1,5 milhão de habitantes, era a que se encontrava mais próxima do epicentro e aquela que foi atingida pelos tremores mais violentos. Foi o sismo com mais impacto no Japão durante o século XX a seguir ao Grande sismo de Kantō de 1923, o qual provocou a morte de 140 000 pessoas. Os danos causados foram estimados em cerca de dez trilhões de ienes, ou 2,5% do PIB do Japão nessa altura. Com base numa taxa de câmbio média dos 500 dias de 97,545 ienes/dólar, os prejuízos do sismo terão sido equivalentes a 102,5 bilhões de dólares. Meio milhão de casas e imóveis foram destruídos, os trilhos de trem foram arrancados, as estações de metrô caíram e as estradas foram danificadas.

## Intensidade

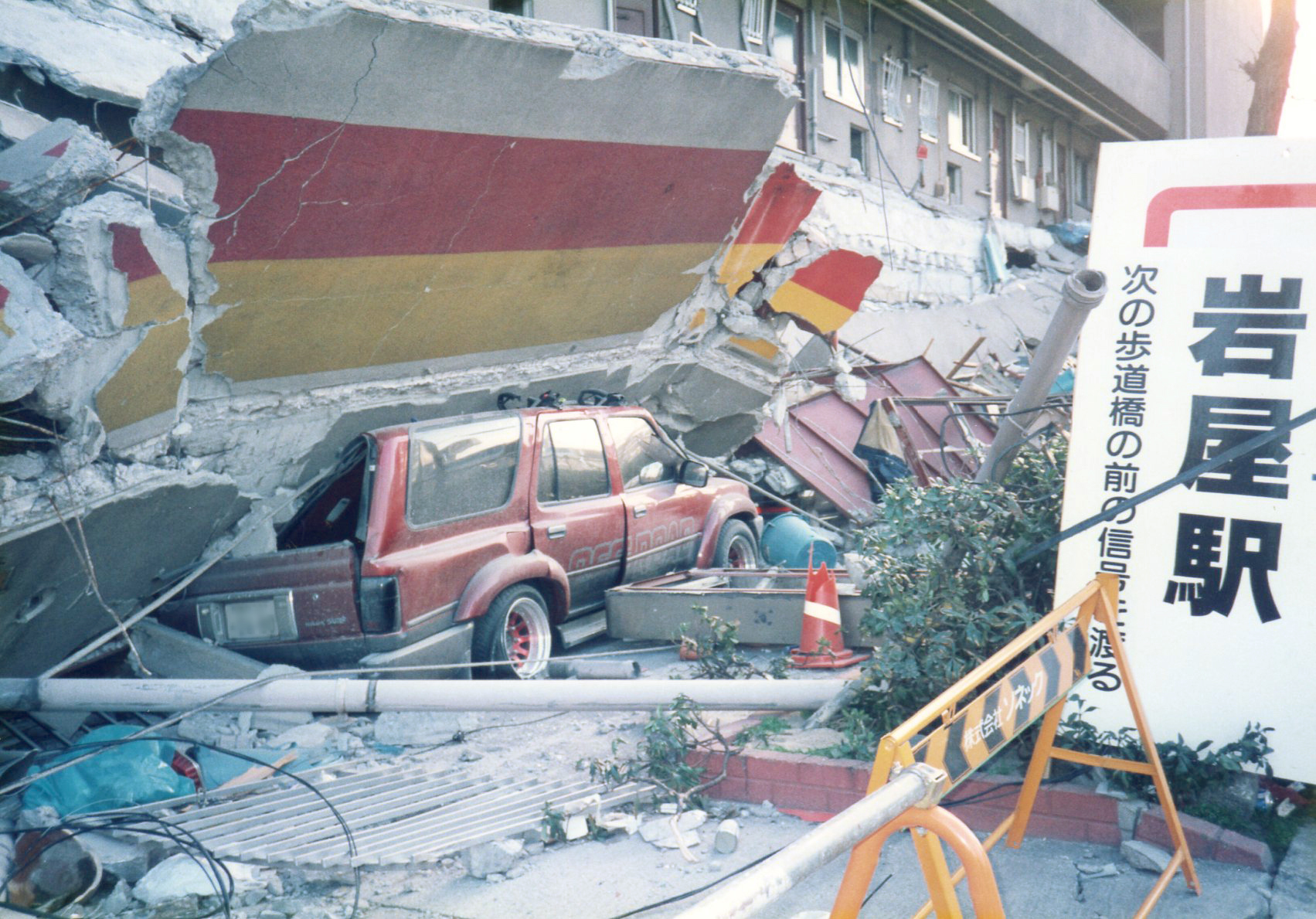
Carro de passeio esmagado por um viaduto ferroviário.

O abalo foi tão intenso que arrastou móveis pesados a vários centímetros de distância, além de ter causado dificuldades de locomoção e pânico a quem o presenciou. Essa foi a primeira vez em que um sismo atingiu o nível 7 na escala da Agência Meteorológica do Japão.

O tremor foi classificado como um "terremoto raso". Terremotos desse tipo podem ser muito destrutivos, mesmo em magnitudes mais baixas, pelo motivo de geralmente ocorrerem próximos de áreas povoadas e porque seus hipocentros estão localizados a menos de 20 km abaixo da superfície.